# Piper hypoleucum
Piper hypoleucum är en pepparväxtart som beskrevs av Luis Aloysius, Luigi Sodiro. Piper hypoleucum ingår i släktet Piper och familjen pepparväxter. Inga underarter finns listade i Catalogue of Life.